# Biblia ovni
Biblia Ovni es el octavo álbum de estudio de la banda argentina Massacre, editado en el 2015.
Fue grabado en los estudios Del Abasto por Álvaro Villagra, producido por Alfredo Toth y Pablo Guyot y editado por la discográfica PopArt.
Su corte de difusión fue «Niña dios», del cual se editó un videoclip días previos a la salida del álbum.

## Lista de canciones
Todas las canciones fueron escritas por Guillermo Cidade y Pablo Mondello, excepto donde indica lo contrario.

| N.º | Título                     | Música        | Duración |  |
| 1.  | «Mi Amiga Soledad»         |               | 3:48     |  |
| 2.  | «Niña Dios»                |               | 3:44     |  |
| 3.  | «La Nave»                  | Luciano Facio | 4:48     |  |
| 4.  | «Sin Dormir»               |               | 4:40     |  |
| 5.  | «Mi Cabeza se ha Ido»      |               | 2:08     |  |
| 6.  | «Muñeca Roja»              |               | 4:35     |  |
| 7.  | «Fieles a la Montaña»      |               | 5:39     |  |
| 8.  | «Domador de Jaguares»      |               | 3:05     |  |
| 9.  | «Si Quieren, Pueden Volar» |               | 3:33     |  |
| 10. | «Despoblando el Planeta»   |               | 6:05     |  |
| 11. | «Feliz Noviembre»          |               | 7:08     |  |

## Cortes de difusión
- Niña dios
- Muñeca roja